# Solanum pachyneuroides
Solanum pachyneuroides är en potatisväxtart som beskrevs av Gerda Jane Hillegonda Amshoff. Solanum pachyneuroides ingår i släktet skattor som ingår i familjen potatisväxter. Inga underarter finns listade i Catalogue of Life.